# Cellieu
 Cellieu  es una población y comuna francesa, situada en la región de Auvernia-Ródano-Alpes, departamento de Loira, en el distrito de Saint-Étienne y cantón de La Grand-Croix.

## Demografía
| 731 | 764 | 870 | 1097 | 1228 | 1466 |
| Para los censos de 1962 a 1999 la población legal corresponde a la población sin duplicidades (Fuente: INSEE [Consultar]) |     |     |      |      |      |